# Better Than Heaven
Better Than Heaven è il primo album della cantante statunitense Stacey Q, pubblicato il 17 ottobre 1986.

## Descrizione
L'album, pubblicato dalla Atlantic su LP, musicassetta e CD, è prodotto da Jon St. James.
Dal disco vengono tratti i singoli Two of Hearts (pubblicato prima dell'album), We Connect e, l'anno dopo, Insecurity e Music Out of Bounds.

## Tracce

### Lato A
1. Two of Hearts
2. We Connect
3. Insecurity
4. Better Than Heaven
5. Don't Let Me Down

### Lato B
1. Music Out of Bounds
2. Love or Desire
3. Don't Break My Heart
4. He Doesn't Understand
5. Dancing Nowhere